# Rai Cuac
Rai Cuac (Rai Kuak, Raiquak, tetum für „Höhlenland“) ist eine osttimoresische Aldeia. Sie liegt im Südosten des Sucos Lahane Ocidental (Verwaltungsamt Vera Cruz, Gemeinde Dili). Rai Cuac grenzt im Westen an die Aldeia Mota Ulun, im Norden an die Aldeia Hospital Militar und im Nordosten an die Aldeia Ainitas Hun. Im Osten liegt der Suco Lahane Oriental und im Süden der Suco Dare. Die Besiedlung verteilt sich weitgehend an der Rua 10 de Junho, die von Dili nach Dare und  Laulara führt. An der Westgrenze befindet sich der Foho Acobau.
In Rai Cuac leben 479 Menschen (2015).